# اصطناع حيوي للبروتين

شكل 1: رسم توضيحي لعملية تصنيع حيوي لبروتين في خلية حيوية.

التخليق الحيوي للبروتين  أو الاصطناع الحيوي البروتين (بالإنجليزية: Protein biosynthesis (Synthesis)) هي العملية الحيوية التي تقوم بها الخلية بتصنيع السلاسل الببتيدية ووصلها مع بعضها لتشكيل البروتينات بدءأ من  الأحماض الأمينية البسيطة التركيب. يستخدم المصطلح أحيانا للإشارة فقط إلى عملية ترجمة البروتينات لكنها غالبا تستخدم للإشارة لكامل عملية تصنيع البروتينات بدءا من تخليق الحموض الأمينية والنسخ من ثم الترجمة الجينية للرنا المرسال إلى عملية تشكيل الببتيدات وربطها لتصبح بروتينا معينا. فمثلا يتكون الإنسولين من 51 من الأحماض الأمينية، بأنواع معينة من الاحماض الأمينية وبتتابع معين؛ الإنسولين هو الهرمون الذي يصطحب الجلوكوز في الدم ويوصله إلى الخلايا ، حيث يشتبك مع الخلية ويحثها على فتح جدارها لإدخال جزيء الجلوكوز ، فتفتح الخلية وتأذن للجلوكوز السكر بالدخول ويحدث في الخلية أيض الجلوكوز. وبالرغم من التشابهات في عملية تخليق البروتين بين كافة الكائنات إلا أننا نجد بعض الفوارق والاختلافات بين حقيقيات النوى وطلائعيات النوى.
توضيح: 
- حمض أميني هو ابسط تركيبة لجزيء أميني ، عدد ذرات الكربون فيه حوالي 7 - 10 ذرات كربون ، مثال تيروسين.
- عندما يشتبك عدد من الأحماض الأمينية ويبلغ عددها من 2 إلى 10 أحماض أمينية ، يقال عن تلك السلسلة ببتيد.

حمض أميني تيروسين.

- عندما تتحد عدة ببتيدات في سلسلة ، فهي تسمى بولي ببتيد (أي متعدد ببتيدات.
- عندما تطول سلسلة متعدد ببتيدات بحيث يصل عدد الاحماض الأمينية فيها 100 أو أكثر ، فهي تسمى بروتين.

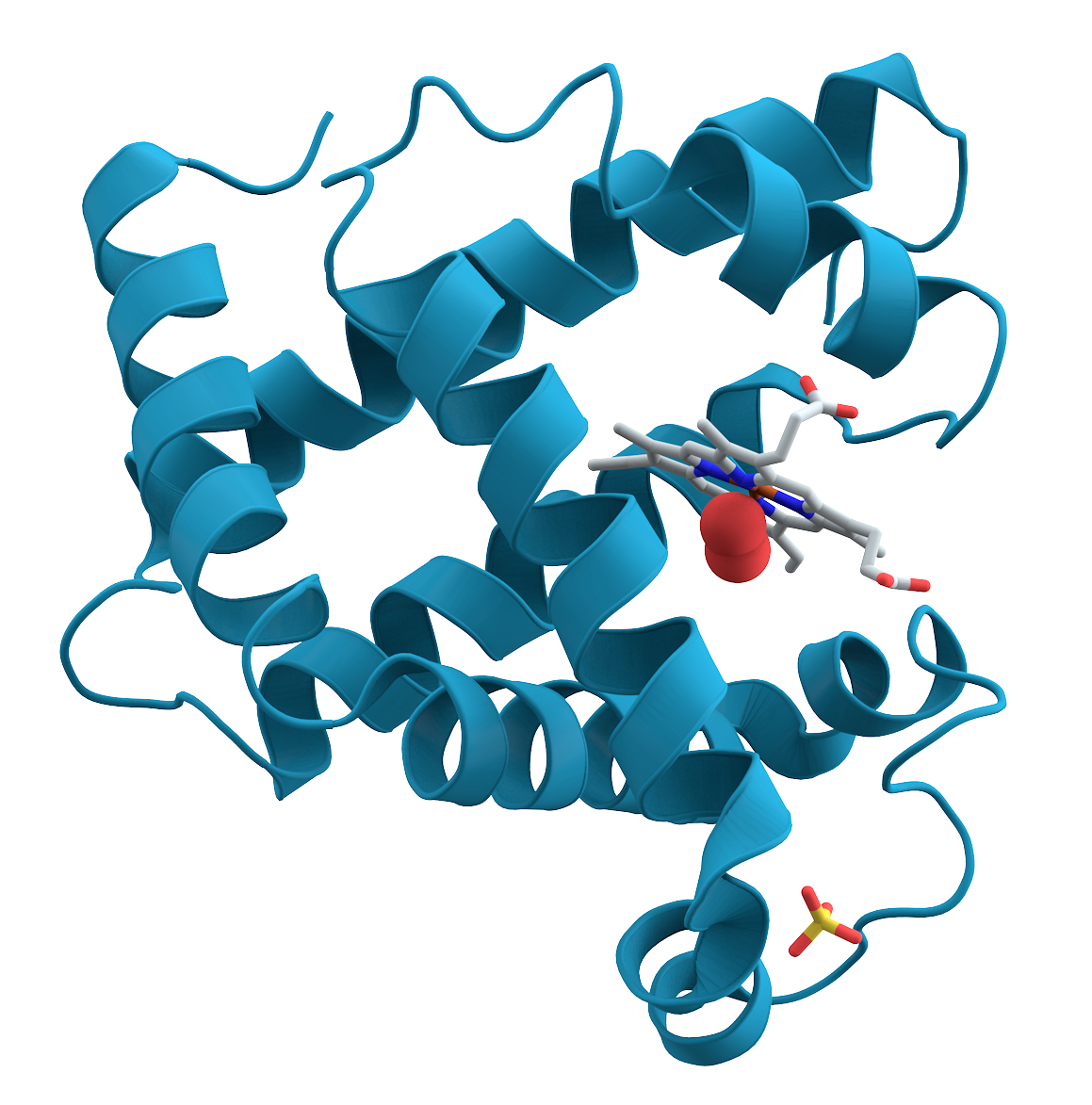
نموذج إهليجي للميوغلوبين (أحد البروتينات)

البروتين : هي سلسلة طويلة جدا مكونة من أحماض أمينية بسيطة يبلغ عددها أكثر من 100 حمض أميني ؛ كل سلسلة تتكون من مجموعة متتابعة من مختلف الأحماض الأمينية ، بعد تكونها يكون لها مواصفات ووظائف في الجسم معينة. إذا نقص أحد الاحماض الأمينية في السلسلة ، فلا تكتمل السلسلة ، بالتالي يفقد هذا الببتيد أو البروتين صفاته وبالتالي يفقد وظيفته. إذا كان البروتين غير المكتمل إنزيما ، فيحدث نقصا وعجزا في هذا النوع من الإنزيم ، ويفتقد الجسم وظيفة هذا الإنزيم ؛ مثل انزيم الببسين الذي يقوم بتفكيك بروتينات الغذاء أثناء الهضم.

## اقرأ أيضا
- سينثيز بوليكيتيد

## اقرأ أيضًا
- قيمة بيولوجية

## وصلات خارجية
- Science aid:Protein synthesis For high school
- Protein Synthesis (Flash Animation)
- Protein Synthesis
- Transcription
- Translation
- Protein Synthesis Animation Wesleyan University Learning Objects animation of protein synthesis.
- Interactive Java simulation of transcription initiation. From Center for Models of Life at the Niels Bohr Institute.